# Gianni Vernetti

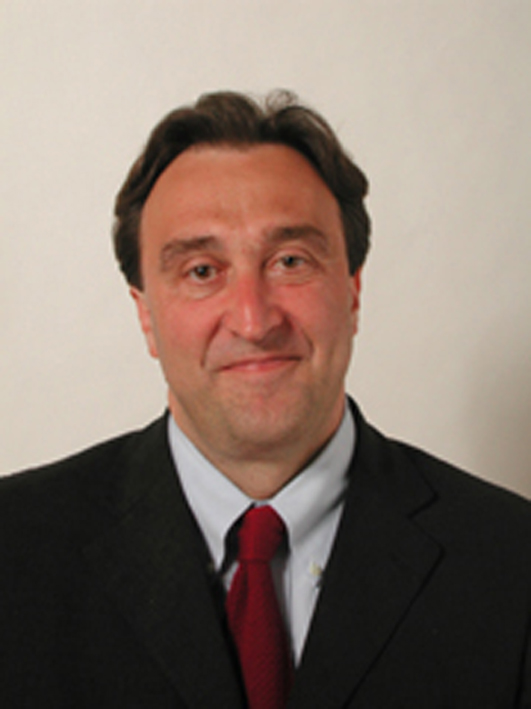
Gianni Vernetti

Gianni Vernetti  (Turijn, 27 november 1960) is een Italiaanse journalist en politicus. Hij werd verkozen tot plaatsvervanger in 2001 en 2008 en tot senator in 2006. Hij is getrouwd met Laura De Donato, journaliste. Ze hebben vier kinderen.

## Biografie
Hij werd in 2001 voor het eerst verkozen tot lid van de Kamer van Afgevaardigden op de Ulivo-lijsten.  Hij was leider van de Margherita-groep binnen de Commissie voor productieve activiteiten van de Kamer van Afgevaardigden en promootte verschillende wetgevende initiatieven met betrekking tot hernieuwbare energie. Hij was lid van de nationale leiding van Democratie en Vrijheid-La Margherita en was eerst verantwoordelijk voor het Energiedepartement en vervolgens voor het Departement Internationale Betrekkingen van de partij.

### Senator van L'Ulivo (2006-2008) en ondersecretaris van Buitenlandse Zaken
In 2006 werd hij verkozen tot lid van de Senaat van de Republiek  en werd ondersecretaris van Buitenlandse Zaken (2006-2008) in de tweede regering van Romano Prodi. Tijdens zijn ambtstermijn bij Farnesina was hij verantwoordelijk voor de bilaterale betrekkingen tussen Italië en de landen van Azië en de Stille Oceaan, evenals voor de mensenrechten. Vernetti promootte de eerste conferentie tussen Italië en Centraal-Azië in september 2007 en heeft talrijke economische, wetenschappelijke en academische samenwerkingsprojecten met India, China, Korea, Vietnam, Sri Lanka en Pakistan gepromoot. Tijdens zijn ambtstermijn begon Italië een dialoog met het Pacific Islands Forum. Vernetti vertegenwoordigde Italië ook bij de Mensenrechtenraad van de Verenigde Naties en de Algemene Vergadering van de Verenigde Naties. Hij coördineerde de Italiaanse campagne voor een universeel moratorium op de doodstraf en coördineerde ook de consensuszoekende actie bij de Verenigde Naties die leidde tot de goedkeuring van de resolutie in december 2007.

### PD-plaatsvervanger (2008-2013)
In 2008 werd hij verkozen voor een derde termijn in de Kamer van Afgevaardigden op de lijst van de Democratische Partij. Hij is lid van de Commissie Buitenlandse Zaken van de Kamer van Afgevaardigden en van de Italiaanse delegatie bij de Parlementaire Vergadering van de NAVO.
Gianni Vernetti was directeur Buitenlandse Zaken van de Europese Democratische Partij en coördinator van de Alliantie van Democraten. Sinds 2008 is hij co-voorzitter van de Italiaanse groep van de Liberale Internationale. In 2008 richtte hij de Parlementaire Intergroep Italië-Tibet op, waarvan hij voorzitter is en tevens vice-voorzitter van de Parlementaire Vereniging Italië-Israël. In hetzelfde jaar sprak hij zich uit vóór het verhinderen van de Iraanse president Ahmadinejad om de FAO-top in Rome bij te wonen, omdat hij als persona non grata werd beschouwd.

### Columnist en schrijver (2013- ...)
Vernetti besloot zich niet kandidaat te stellen voor de politieke verkiezingen van februari 2013 en in mei 2013 werd hij lid van de Democratische Partij. Hij zei dat hij voorstander was van internationale interventie in de Syrische burgeroorlog, zelfs bij gebrek aan een VN-mandaat.
Hij is toegewijd aan de duurzame energiesector en richtte eind 2015 Gea Solar op , een systeemontwikkelings- en constructiebedrijf zonne-energiebedrijven in verschillende landen in Azië, Afrika en Latijns-Amerika, waarvan hij president en algemeen directeur is.
Sinds januari 2018 is hij columnist bij La Stampa, waar hij drie jaar lang verschillende hoofdartikelen en hoofdartikelen schreef over buitenlands beleid, geopolitiek en mensenrechten. Aan dezelfde onderwerpen werkt hij ook samen met de onlinekrant Huffington Post.
Vanaf mei 2020 wordt hij columnist bij La Repubblica  waar hij talloze redactionele artikelen, rapporten en interviews schrijft waarin hij de belangrijkste mondiale crises beschrijft, de groeiende confrontatie tussen democratieën en autoritaire regimes, nieuwe bedreigingen voor de internationale veiligheid, de uitdagingen waarmee het Westen wordt geconfronteerd. regimes van Rusland en China.
In maart 2022 publiceerde hij het deel Dissidenti voor Rizzoli  waarin hij de groeiende confrontatie tussen democratieën en autocratieën analyseert, en de lezer begeleidt op een reis door de bergen van Koerdistan, waar Koerdische strijders de jihadistische milities van Islamitische Staat versloegen ; op de hellingen van de Himalaya, waar een handvol moedige monniken de oude Tibetaanse cultuur redde; in het kleine en strijdlustige Litouwen, dat alle totalitarismen van de twintigste eeuw heeft meegemaakt en vandaag de dag dissidenten uit Rusland en Wit-Rusland verwelkomt; op het eiland Taiwan, dat zich verzet tegen het Chinese autoritarisme.